# Gabrielnia
Gabrielnia [pronunciación en polaco: /ɡaˈbrjɛlɲa/] es un pueblo en el distrito administrativo de Gmina Końskie, dentro del condado de Końskie, Voivodato de Świętokrzyskie, en el centro-sur de Polonia. Se encuentra a unos 8 kilómetros al oeste de Końskie y 43 kilómetros al noroeste de la capital regional Kielce.